# 回転SUSHI
回転SUSHI（かいてんすし）は、フジテレビ系列のバラエティ番組『はねるのトびら』内で放送されていたゲームコーナーの一つ。番組内では「かいてんずし」と読まれることが多い。

## 概要
2006年5月17日に初放送。好評につき、フジテレビ夏イベントのコーナー（2006年・2008年の『お台場冒険王』、2007年の『ザ・冒険王』）のコーナーとなっていた。

### 基本的な流れ・ルール・設定
外国人の多い街、東京・六本木にある「日本一箸の作法に厳しい回転寿司屋」という設定で、回転寿司のベルトコンベアに乗って流れてくるネタ（料理・食材）を皿に触れることなく、箸で掴んで食べなければならない。
- 皿からネタを落としてしまったり、自分の前（隣との境界である赤い線の範囲以内）を通り過ぎても掴めない・食べきれない、途中で落としてしまった、食べても反則をしたり、ネタごとに決められた手順に従わずに食べた場合はアウトとなり、罰ゲームとして店の奥から男性店員（若い衆）2人が出てきて、お客が椅子ごと回転させられてしまう。
- 回転は、大将や隣の席の客、または自分で止められるが、稀に若い衆が乱雑に止めることもある。箸でネタを突き刺す、箸で皿を寄せる、失敗した後の「ズル食い」は反則となっている。
- 外国人に扮した常連客と初期のゲストは、服装がそれぞれの国を意識したもので、喋り方も片言になっている。またスタッフも白衣を着ている。
- 常連客とゲストは基本的に「ヘイ、大将!」と言いながら来店。初期はメンバーが揃うと大将の「ご注文は?」に対し、メンバー全員が「オ・マ・カ・セーッ!!」と叫ぶことで1皿目がスタートしていた。
- 2006年7月放送分以降はゲストの参加により6～7人でネタを掴むため、1人当たりのネタを掴むエリアが狭まった。
- ネタが運ばれてくる時は『ミッキーマウス・マーチ』の替え歌が流れ[2]、各メンバーが挑戦する直前に全員で歌う。倍速の場合は歌が短縮され、全員で1皿の場合は最初のみ歌う。
- 初めて出たネタを1、2番目のメンバーがミスしてしまうと、他のメンバーと席替えすることが多い。基本的に全員がクリアするまで同じネタが続くが、2回〜3回ミスが続くとネタ切れとして大将が次のネタを出す。
- 2007年までは、設定の紹介や前回のあらすじのナレーションが入ってコーナー名が表示されて始まっていたが、2008年からはこれが省略されてツカジョージ（塚地休養期間はイタチャイ）が店に入ってくる所から始まるようになった。
- 2010年は多人数のゲストが来店し、メンバーとゲストが混ざって7人で挑戦。残ったメンバーは応援に回る。また、若い衆が廃止され、罰ゲームが行われなくなった[3]。

### ネタ
1皿目（一時期はその限りでない）は高級なネタを使った握り寿司が登場する。ある程度放送回数を重ねた後は、スダチを搾るなどの手間を加える必要があったり、2007年9月以降の放送分は掴みやすいネタは倍速で流れるようになった（その際は歌う曲もテンポが上がる）。
主に2皿目以降はゲストがリクエストした料理が登場。ゲストや宣伝する番組などにちなんだオリジナルの品が登場する場合もある。2008年以降分の放送はモーターで皿自体も回転する「W回転」などで、難易度が上がる工夫がされていた。
後半は回によっては様々な趣向が登場する。
- 2006年には金萬福が提供したオリジナルの点心が登場。丸い形にしたり、あんかけで滑りやすくするなど非常に難易度が高かった。
- 1つの大きな皿に人数分のネタが入っていたり、七輪や鉄板に乗った焼き物、しゃぶしゃぶなど、全員で協力する流しそうめんも登場。中には、失敗したら連帯責任で全員が回されたものもあった。
- スペシャルでは二者択一の福袋（一方に高級ネタ・もう一方に安価[4]な食材が入っている）、新春スペシャルでは激辛ネタを食べたメンバーを大将が当てる演技力ゲームが恒例となっていた。
- 最後の皿は果物やデザートが多い。特に水分が多い果物は難易度が高い。

### 本来のマナーとの相違
- 本来は不作法とされている顔を皿に近づける「犬食い」は容認されている。
- 本来の寿司屋では箸を使わずに手で食べるのが好ましいし、そもそもレーンから皿を取らずに直に料理だけ取っているので、回転寿司屋としての作法も破っている。
- デザートや果物などを箸でつかむのは本来マナー違反である（放送でも常連客に指摘されている）。

### 影響
- カジカラス曰く「箸を使いたがらなかった子供達が、このコーナーを見て使うようになった」「教育的コーナー」（2006年8月16日放送分より）。
- メンバーやゲストが嫌いな食材を克服することで「好き嫌いなく食べる」という教育効果もある、とされている（2006年11月15日放送分など）。

## レギュラー出演者
大将（西野亮廣） 日本
コーナーMCで、常連客やゲストへのツッコミ担当。
マスクメロンなどの難関を出す時や空気が悪くなった時は、「笑顔で帰ろう!!」というキャッチコピーでメンバーを奮起させる。
一度だけ挑戦者側で出演した事があったが、ノーミスで回される事は無かった（後述）。
以下の常連客はすべてボケ担当である。
ツカジョージ（塚地武雅） アメリカ合衆国
登場時のネタ - 2006年:日本史の出来事（江戸時代が多い）→2007年:自身の家計報告→2008年以降:一発ギャグ（自身の持ちネタ）、あるあるネタ
入店時は、明るく「ヘイ、大将」と挨拶する。衣装は白いスラックスにピンク色のジャケットと、星条旗や自由の女神をあしらったネクタイ。
基本的にトップバッターであるため、密かに安定した実力を誇る。そのため、彼が成功するか否かで難関食材かどうかを判断することが多い。また、比較的簡単なネタにおいて2番手3番手がミスした場合同じ順番で再チャレンジとなるため、美味しいネタにありつける頻度が高いが、その分挑戦回数=回されるリスクも高い。
体重が重いためかアウトになってもあまり回らない。山下智久（ヤマニョリータ）の回では回された時に、「かつみ♥さゆり」のかつ♥み♥のモノマネをした事がある。
来店した女性ゲストと交流を持っていることを隠して収録に臨んだことが何度かあり、その件についてのトークが盛り上がりすぎた結果、ゲームで流すネタが尺の関係で削られてしまったこともある。
入店時は、ブロードウェイミュージカル「シカゴ」の前奏曲がBGMとして使用される。
イタチャイ（板倉俊之） インド
登場時のネタ - 2006年: 道路交通に関するものでイタチャイが不運にあったこと。→2007年以降:様々な都市伝説、ミニ情報。
入店時は、不機嫌そうに目を伏せながら文句をブツブツとつぶやいている。衣装は白いインド風の服にターバン。
プレッシャーに弱いのか、「一度大失敗したネタはもう掴めない」というジンクスを持つ。そのためか彼が失敗しても大規模な席替えは行われないことが多く、後ろに回されるくらいである。
回す店員の右ストレートを目に喰らったり、若い衆として佐々木健介が登場した時は関係がない時もかなりの強さで回されるなど、メンバーの中で比較的災難に遭う事が多い。
「イタチャイ」という名前自体は、深夜時代に同名のキャラが存在する。
入店時は、シタール奏者ニシャート・カーンの「RAAG SHANKARA」がBGMとして使用される。
アブチャン（虻川美穂子） 中国
登場時のネタ - 2006年: 商店街で顔（の鼻の周りが多い）が「芸能人に似てる」と言われた芸能人の名前。→2007年:自身の恋人「J太郎」についての情報 →2008年以降:（虻川本人として）モテない・仕事がパッとしないことへの愚痴
常連客の中では紅一点。入店時は、「タイショ〜ウ」と声をかける。衣装は赤系のチャイナドレス。髪にも赤い髪飾りをつけている。
安定した箸使いを誇り、難関のマスクメロンの成功率も高い（カジカラスとは違い正々堂々と掴んでクリアしている）が、箸先を短く持つ癖があり時折他のメンバーにクレームをつけられる。
難関の食材の際は後方にいることが多いためか、回される回数は箸使いが1番うまいとされるカジカラスよりも少ない。箸使いのうまさは常連客及び大将に認められており、カジカラスが失敗した際などは先頭に回ることもある。
しかし、ゲストが自身の尊敬する人物（中森明菜演じるアキナチョフや久本雅美演じるマチャミン・モンローなど）の際には緊張してミスを起こす事が多く、美人女優や子役に対しては強いひがみを見せるため男性メンバーに煙たがられている。菊川怜演じるキクカーンがゲストの際には、僻みを見せすぎたためにレギュラーを外されそうになった。
入店時は、坂本龍一の「Asience」がBGMとして使用される。
カジカラス（梶原雄太） メキシコ
登場時のネタ - 2006年5月-9月:スポーツ系のネタ→2006年10月-12月:カジカラスが最近馴染んだ事→2007年-2009年:最近の芸能界の分析情報、自身や家庭内の話（十円ハゲが出来た、夫婦ゲンカなど）。
入店時は、なぜか必ず大笑いしており、大将に「うるさい」と言われる事が多い。衣装はポンチョとソンブレロ。店内でもソンブレロはかぶったまま。
自称箸の名手であり難関食材の成功率は高く、席替えでトップバッターになる事が多かった。最初に水餃子をクリアしたのも彼である。しかし、自分の技「皿すべり」（ネタを箸でつかみ、皿の上をスライドさせて持ち上げる技）がマスクメロンに対して通用しなかった時以来、アウト数が多くなっている。また、調子に乗った言動が多い。
人参・トマト・グリーンピース・フォアグラが苦手であり、これらの食材を飲み込むのに苦戦していた。特にフォアグラは大の苦手で、食べた瞬間吐き戻しかけた。
メロンに対抗する技「ネタとばし」（ネタの近くで口を開け、箸でネタを弾き飛ばして口の中に放り込む）を編み出した。この「ネタとばし」に関して当初は他のメンバーやゲストから非難されていたが、後に苦戦した他のメンバーもやろうとした事が何度かあった（しかし、大概失敗して回されている）。
カジカラスという名前は2003年のコント「イタカラス カジカラス」で登場しているが、本コーナーとは異なる。
番組終了から9年が経過した2021年6月26日、梶原が運営するYouTubeチャンネル「カジサックの部屋」で、このコーナーを企画にした動画が投稿され、梶原自身もカジカラスとして出演した(当時の衣装とは若干異なる)。その後も不定期に行われており、他の動画出演者も本コーナーと同じく外国人風の衣装を着て登場している。
アキバチョフ（秋山竜次） ロシア
登場時のネタ 2006年: 最近覚えた日本語→2007年:自身のバンドや劇団報告、店外にいる子供などとケンカしているふり →2008年:特に何もなく、唐突に寿司ネタを注文するなど→2009年:自身作のおすしのうた
5人のレギュラー陣の中では最もまともで静か（そしてシュール）な方。衣装は深緑色のロシア風衣装（ルパシカ）に黒い毛皮風の帽子。
実は、箸使いが下手（キャラとしてではなく、秋山自身の箸の持ち方が変）で、横でずっと見ていたカジカラスに指摘されたことがある。アキバチョフの服は箸を拭きやすい素材らしく、1秒あたり300回拭いているとのこと（行儀としては悪い）。しかし、拭きすぎて墓穴を掘ることもしばしば。
席順は基本的にレギュラーの中で最後のため順番が回って来なかったり、箸を使う機会がないこともある。また、若い女性がのゲストの際、失敗した後にセクハラ行為をする事が多く、大将や他メンバーに注意されている。その後、自分がミスを犯した場合は回転 + ペナルティータックルを受ける。
入店時は、ロシア民謡「タタロチカ」がBGMとして使用される。
1皿目での席順
ツカジョージ→イタチャイ→アブチャン→カジカラス→アキバチョフ→ゲスト（2006年7月から、店に入って来るのもこの順番である）
アウトになった回数の順位
1位:ツカジョージ
2位:カジカラス
3位:アキバチョフ
4位:イタチャイ
5位:アブチャン

### 若い衆
- 初代: 2006年4月-2006年12月に登場。上半身裸のマッチョな日本人2人組。
- 2代目: 2007年1月-2008年元日に登場。同じく上半身裸のマッチョな日本人2人組。チンピラ風で、より強力な回転やラリアットなどが入るようになった。
- 3代目: 2008年1月-2009年3月に登場。もう一人の方は2008年1月-4月初旬まで登場。インド人2人組。1人がイス回しを担当し、もう1人はヒンディー語で大声で罵る。一人だけで回すためあまり回転はしない。
  - 2008年5月-2009年3月まで回す役が元力士の星誕期に交代したが、番組内で特に触れられたことはない。
- 2009年4月から12月の放送分はお笑い芸人の若い衆（キングコングの同期である、4代目若い衆と呼ばれ 第43回・44回は響　45回はハム　46回・47回は平成ノブシコブシなど）罰ゲーム執行者が出演することがあった。罰の執行内容は 3代目若い衆と同じで 1人がイス回しを担当し、もう1人は日本語で大声で罵る。

## 放送リスト / ゲスト
2006年7月からはゲスト席を6枠または7枠に設け、新たにレギュラー5名 + ゲスト1人または2人（1組）となった。その際ネタもゲストに関わりの物となっている。同年10月25日から一時期は最初に普通の寿司が、最後にデザートが来るというパターンが廃止されたため、最初からより掴みにくい食材（ネタ）が登場することもあった。

### 2006年
- 5月17日
  - 初回。最初のネタはマグロの赤身で、難関ネタの枝豆や水餃子が登場。この回のみ「失敗するとネタの数が増える」というルールが存在し、実際にカジカラスがミスした後枝豆が2つに増えて回った。水餃子はツカジョージがトップバッターで失敗し、舐めてかかった常連客を震え上がらせた。
- 5月24日
  - ツカジョージが水餃子で3回連続失敗、さらに常連客で唯一失敗がなかったイタチャイも失敗するも、カジカラスが水餃子を初めて成功させる。
- 6月14日
  - 難関のバナナが登場したが、カジカラスが攻略法を開発。
- 6月21日
  - カジカラスがマスクメロンで2回連続失敗。
- 6月28日
  - アブチャンが一度落としたマスクメロンを拾って食べヒンシュクを買う。
- 7月5日 マツリーヌ（松たか子）、 フランス
  - 初のゲスト。「ブレイブ・ストーリー」の宣伝で「女優生命の危機を省みず」登場。見た目は日本人（素のまま）として登場。
  - カジカラスの「ネタとばし」を一番非難していたが、マスクメロンの時に自分もやろうとした。しかし失敗し回されてしまい、中トロしか食べられなかった。
  - マツリーヌの好物のネギタン塩（ネギを落としてもアウト）で、カジカラスが熱すぎて口からネギを吐き出すハプニングで2回ミスし、食べられなかったマツリーヌを落胆させた。
- 7月12日 ケンコン（研ナオコ）、 ケニア
  - ガングロメイクで登場し、見た目の外国人化に極めて違和感が無かった。恐るべき箸使いの上手さを誇り、レギュラー陣が苦しんだ水餃子を簡単にクリア、他のメンバーをクリアへ導きパーフェクトを達成するというコーナー始まって以来の大快挙を成し遂げたが、自らがリクエストしたフォアグラ（大根に乗せられており、両方を食べる必要がある）は順番が廻ってこなかった為、食べられなかった。
  - 8月23日放送分以降は、ケンコンのリアルな銀色の銅像が置かれた。以降、難関食材が登場した際には常連客が「ケンコン様、我に力を！」と叫ぶなど、神のような扱いを受けていた。
  - ちなみに銅像はパーフェクト達成者を称えるものだが、後にNGシーンで最初に出たイカを箸で突き刺そうとするボケを演じたため回されていた事が発覚した（12月20日の未公開集で放送）。
  - 2007年8月15日放送の未公開トークで、収録に長女（顔出しなし。研のメイクを手伝った）をスタジオに連れて来ていたことが明らかに。
- 7月19日 ザビエル（ウエンツ瑛士）、 スペイン
  - ウエンツ自身がハーフのため、ケンコン同様に見た目の外国人化に全く違和感がなかった。白桃に苦しんだレギュラー陣を罵倒・非難するなど、高慢な態度を連発。「食べられなかったらパンツ一丁で土下座」という条件で先頭に立って挑むが失敗。さらには皿を寄せる、白桃を刺すという反則も見せたために、レギュラー陣からかなりの非難を浴びた。その後、公約通りパンツ一丁でこれまでの態度と発言を土下座で謝罪。そのまま「ブレイブ・ストーリー」の告知と宣伝をした。
  - 2皿目に鮑のバター焼きが登場したが、ここであまりの熱さのために口に入れられないという事態が発生。原因はザビエルが入店時にすぐに番宣に入らず時間が経過して必要以上に熱が通ってしまったため。
  - ザビエルのキャラクターは2005年9月6日放送のコーナー「新説・幕末」にゲスト出演した時に演じたのと同じである。
- 8月9日 回転SUSHI お台場店
  - 挑戦者は大将&アナウンサー軍団（中野美奈子・渡辺和洋・本田朋子・川端健嗣）、 日本・フジテレビ
  - お台場冒険王の「回転SUSHIお台場店」を舞台に、レギュラー5人のそれぞれの国のネタを大将が掴むという立場逆転バージョン。ただし（少なくとも放送上では）アキバチョフのピロシキ、カジカラスのサボテンステーキ、イタチャイのカレーのジャガイモのみが流され、アブチャンとツカジョージはネタを流さなかった。
  - ゲストとして当時のフジテレビアナウンサーが4人出演。大将と本田以外は全員回され、中野は通り過ぎたネタを箸で引き寄せて食べようとする反則を行った。
  - クリア・失敗した際に画面下に登場するテロップでは通常ではその客の設定上の国籍が表示されるが、今回のアナウンサー4人は勤続年数が表示されていた（大将は通常通り『日本』であった）。
- 8月16日 回転SUSHI 特別編
  - 大将を除いたメンバー5人が屋形船の中で、これまでの復習と箸使いの禁じ手の学習を行った。
- 8月23日 カトチャン（加藤茶）、 中国
  - 登場時からダブダブすぎるズボンが落ち、いきなりふんどし一丁になったり、酔っ払い芸復活等でギャグ満開。レギュラー陣が苦戦した金萬福の難関料理を「俺なら出来る」と先頭に座っていざ挑戦するが、持参のコショウを振りかけてくしゃみするだけで箸に手をかけずレギュラー陣に反発されたり（この時は罰ゲーム無しで、注意のみ）、口で吸い込む「ズル食い」をしたりなどとボケが満載だった。最後のネタであるパパイヤでは、カトチャンにしては真面目にやってクリアしたにもかかわらず、イタチャイがミスをしてしまった。
  - 金萬福のオリジナル料理が初登場。金本人も登場し、メンバーに攻略法を教えた。
- 8月30日 ヤマニョリータ（山下智久）、 スペイン
  - 「女子バレーボール ワールドグランプリ」の宣伝で登場。ヤマニョリータの元ネタは「抱いてセニョリータ」から来ているが、ヤマニョリータ本人は本名だと言っていた。左利きのためか寿司を口に入れる向きが逆になり、エビを尻尾から食べる羽目になった。最初はマツリーヌと同じく服以外は素のままで登場したが、最後のネタである紅マンゴーでミスをしてしまったため、つけ鼻を嫌々ながらも付けられた。それなのに、1回目と同じシチュエーションで失敗。金萬福のオリジナルメニュー第2弾では、特別な箸技（本来はルール上禁止だが金萬福のメニューがあまりにも滑りやすいため、両手箸で横から挟んで食べる方式にした）を編み出したカジカラスと共にクリアしたが、アブチャンがミスをしてしまった。
- 9月6日 ユースケ・ナカヤマ（ユースケ・サンタマリア（本名は「中山裕介」））、 日本
  - 映画「UDON」の宣伝で登場。外国人の来る寿司屋という設定を無視した独りよがりな設定で登場し、メンバーを引かせる。箸の使い方はアキバチョフより下手だったが、金萬福の料理を2回目でクリアした。「UDON」繋がりでメニューにも映画と同じ製麺所のぶっかけうどん（卵入り）が登場した。途中のトークで嘘を連発したため、一時退店処分を受けた。
- 10月4日 タマソナ（中村玉緒）、 韓国
  - 「CRぱちんこ冬のソナタ」がきっかけでヨン様にハマり、韓国人として登場。最初は箸使いの荒い部分もあったが、最後のネタである難関の柿に対して、箸を一回転させて口に運ぶという奥義・「タマソナスペシャル」を披露し、カジカラスを動揺させミスを誘った。
  - また、中村が当時出演したCMに因み、特別ネタ「マロニーのポン酢がけ」が登場。マロニーを食べる際には全員でマロニーの当時のCMの踊りをしなければならず、練習時にキレが悪かったイタチャイがタマソナの指示により無条件で若い衆に回された。
  - 単独ゲストでは、事実上初のノーミスだった（先述のケンコンは、NGシーンで1度回されているため）。
  - 10月25日放送分から、タマソナスペシャルが評価され、金色のタマソナの銅像が置かれた（タマソナスペシャルを再現し、手首が回転する）。これによりケンコン像は一時期撤去されたが、後に両方飾られるようになった。
  - 罰ゲーム担当の代理若い衆として佐々木健介と弟子の中嶋勝彦が登場し、セットを破壊せんばかりの強力な「回し」や「ラリアット」を見せた。
- 10月25日 まるちゃん・たまちゃん（森迫永依・美山加恋）、 日本
  - スペシャルドラマ『ちびまる子ちゃん』の番宣で登場。たまちゃんがツカジョージのファンであることを告白。しかしこの日はレギュラー陣にミスが多く、2人に呆れられる。だが、まるちゃんがあまりにも他メンバーを馬鹿にしすぎたため、一部常連客を本気で怒らせてしまった。
  - 最後のネタである杏仁豆腐（金萬福によるオリジナル料理）ではまるちゃんがミスしたが回される前に謝ったので店員も手加減して回転を楽しんでいた。
  - 今回はコーナー史上初めて、パーフェクトを一度も達成できなかった。
- 11月15日 大泉洋、 日本
  - ドラマ『東京タワー 〜オカンとボクと、時々、オトン〜』（ツカジョージ＝塚地も出演）の番宣で登場。しかし、

  1. 東京タワーを模した生ハムメロンと（1皿目）、こちらも東京タワーを模した縦長のじゃがバター（2皿目）を、両方とも倒してしまった。あくまで難関食材を食べるための戦略なのだが、番宣としては極めて縁起が悪かった。東京タワーを模した生ハムメロンはクリアしたが、じゃがバターは失敗した。
  2. 史上初の全員で1皿の食材であるジンギスカンが前のレギュラー陣5人が肉を全て食べてしまい、大泉にはキャベツしか回ってこなかったことに対して文句を言った。
  3. 2.に対して大泉は「全員同じ食材でもう一度ジンギスカンを出してほしい」とリクエストしたため、大将がジンギスカン第2弾として大泉の嫌いなカボチャのジンギスカンを出したことでゲームを中断させ、再び文句を言った[6]。

といった行動を、レギュラー陣6人から激しく非難され、その結果、ドラマのプロデューサーや嬬恋の皆さん（キャベツの産地）、北の大地（ジャガイモやカボチャの産地で大泉の故郷でもある）、シンデレラ（イタチャイ曰く「カボチャが無けりゃ馬車を作れなかった」）に謝らされる始末だった（カボチャにちなんでか、ハロウィンにも謝らされかけた）。
  - 上記のことから、回転SUSHIゲストの中でも、退店処分を受けたユースケ・ナカヤマに匹敵するほど扱いが酷かった。
- 11月22日 ロンドンブーツ1号2号（田村淳・田村亮）、 日本
  - 『はねるのトびら』の次の番組『ザ・ベストハウス123』の番宣で登場。
  - 今回は『ザ・ベストハウス123』にちなんで「冬のご馳走ベスト3」として、蟹しゃぶ（単につまんで食べるのではなく、蟹の殻の部分を掴み、手元の鍋でしゃぶしゃぶし、皿の上にあるポン酢に漬けて食べるという手順を要する“時間的に”難しい食材。）・おでん大根（箸で刺してはいけないので、これも難関）が登場したが、ツカジョージと亮がミスを連発し、パーフェクト達成は出来なかった。淳は蟹しゃぶで右利きにもかかわらず左手で挑戦してクリアしたため、他のメンバーから驚かれていた。
  - また、「箸で取りにくい食材・BEST3」を紹介し（下記参照）1位に選ばれた水餃子が久々に出された。蟹しゃぶ・おでん大根を余裕でクリアした淳が、ケンコン・タマソナに続く自らの銅像化を賭けて自信満々に挑戦したものの、失敗に終わった。
  - 箸で取りにくい食材・BEST3
    1. 水餃子
    2. うずらのゆでたまご
    3. じゃがバター
- 12月13日 ヤクマール（薬丸裕英）、 アラブ首長国連邦
  - ケンコン、ザビエル同様に見た目の外国人化に違和感が無かった。元『シブがき隊』メンバーということにちなんで、今回は挑戦中は「スシ食いねェ!」のサビ部分がBGMとして使用された。1皿目にいきなり苦手な中トロが登場し、先述の大泉と同様にゲームを中断させ、ヤクマールの抗議により誰も取らずに終了した[6]。箸使いには自信があり、難関のおでんコンニャクをクリアした。また、箸の正しい持ち方も披露した。しかし、コーナーレギュラー昇格を賭けた最後のネタ・柿ようかんを取れずに回され、さらに悔しさのあまりもう1度回してもらったが、途中で椅子から転落してしまった。
- 12月20日 スズキチョフ（鈴木拓）、 ロシア
  - 過去の名シーンと取りにくい食材ランキングベスト5が紹介された。その後、鈴木がスズキチョフ名義で取りにくい食材No.1である水餃子にエキシビジョンで挑戦したが失敗、罰ゲームは無かったが、悔しさのあまり視聴者に対して暴言を吐き、他のメンバーから厳重注意を受けた。
  - 取りにくい食材ベスト5は以下の通り。
    - 第1位 水餃子
    - 第2位 柿
    - 第3位 メロン
    - 第4位 うずら卵のゆで卵（まるちゃん卵）
    - 第5位 じゃがバター

### 2007年
- 1月3日 唐沢寿明、 日本
  - この直後に放送された新春ドラマスペシャル『明智光秀〜神に愛されなかった男〜』の番宣で登場。収録は唐沢のドラマの撮影の合間を取り、京都のホテルの一室でセットを組んで撮影した。
  - 正月にちなんでおせち料理の黒豆、明智光秀にちなんで兜形のステーキ（アスパラガスで作った刀が添えてあり、それを先に食べなければステーキを取ることが出来ない）、織田信長のデザインのうずらの卵などが流れた。
  - 兜形のステーキは2回目で全員クリアしたように見られたが、アブチャンがカジカラスの食べ損ねていたアスパラガスを発見し、VTRで判定した上でアウトとなり回された。
  - 正月特別企画として「トロシアンルーレット」（6個のうち1個のトロの握りに通常の30倍のワサビが入っている、それを誰が食べたのか大将に見破られなかったら100万円）で、最初はツカジョージの不甲斐ない演技であっさりバレたものの、唐沢の提案による再チャレンジでワサビに当たった唐沢が、役者魂と金欲を発揮し隠し通して100万円を獲得した（大将は悩んだ末、勘でアブチャンを指名した）。
  - 罰ゲーム担当の若い衆が交代した。
- 1月17日 アキナチョフ（中森明菜）、 ロシア
  - 放送当日に発売のベストアルバム・ライブDVDの宣伝で登場。深夜時代からのはねトびファンで本来は純粋なコントに出たかったと語り、東北訛りのロシア人という特異なキャラを演じる。最初は付け鼻をつけていたが、アブチャンの意向で外された。
  - アブチャンは実際に昔から中森明菜のファンだったためかなり動揺してしまい、好物である『蟹しゃぶ』を2回連続でミス（1回目は途中で落とし、2回目はポン酢をちゃんとつけなかったためアウト）してしまい、アキナチョフまで回せなかった。
  - 罰ゲーム担当のチンピラ系若い衆（2代目）の一人が彼女のファンという設定でアキナチョフに握手を求め、さらに回転の時は強烈な回しをするはずが優しく回したり、2度目は失敗をしたのに回されなかった（この際、イタチャイが1度目は「ちゃんと回せよ」と文句を行って若い衆にボコボコにされ、2度目も同じくイタチャイが『ちゃんと回せよ』と言った結果、若い衆は文句を言っていたイタチャイをちゃんと回した）。このためレギュラーメンバーを回す際には頭を叩いたり、首をひねるなどいつも以上に容赦が無かった。
  - 中森は、2007年1月15日の『HEY!HEY!HEY!』のコーナー「HEY!HEY!HEY!テレフォンボックス」のコーナーに出演していたが、この時にも回転SUSHIのメンバーが少しだけ出演した。
- 1月31日 マチャミンモンロー（久本雅美）、 アメリカ合衆国
  - 登場からいきなりマチャミネタ全開で登場。
  - アブチャンは女性お笑い芸人の先輩であるマチャミンにいろいろと世話になっているため、彼女にいいところを見せようとしていたがかえって緊張してしまい、簡単な炙り大トロを落としてしまうといったミスを連発した。
  - 全員で1粒ずつ取るネタの1つに節分豆が出されたが、これを先頭で失敗したカジカラスが罰を受けた際、マチャミンが所属するWAHAHA本舗から梅垣義明がいつもの格好で登場し、自らの鼻の穴に押し込んだ豆を飛ばしてカジカラスの口に放り込むという罰ゲームが登場。さらにその後の蜜リンゴでもミスをし、梅垣が口に含んだリンゴを食べさせるという罰を受けさせられた。おまけに口づけまでされて災難の連発だった。
  - この回はパーフェクトを達成できなかった上に、アキバチョフには1度も出番が回ってこなかった。
- 2月28日 キクカーン（菊川怜）、 モンゴル
  - 映画「蒼き狼 〜地果て海尽きるまで〜」の宣伝で登場。容姿が綺麗なキクカーンに、アブチャンは嫉妬していて、リアクションの声がうるさかった。
  - この回、菊川が納豆クイーンに選ばれたことから、自身の家のオリジナル料理「トマっとう」（フルーツトマトの中をくりぬいて卵黄とタレを絡めた納豆を盛りつけたもの）なるものが出されたが、当の本人がつかめず失敗した。
  - 放送日が29歳の誕生日という事でショートケーキ（周りのセロファンを箸で剥がして食べる必要がある）が出されたが、クリアできたのはツカジョージのみで、イタチャイ・カジカラスがミスして結果的に食べられなかった。
  - 最後は菊川の出身校である東京大学の並木道で採れた銀杏を使用した「揚げ銀杏」が登場。カジカラスが得意のネタ飛ばしでクリアし、アキバチョフもネタ飛ばしで食べようとしたが、落として失敗した。
- 4月4日 志村けん、 日本
  - 回転SUSHIの舞台となる寿司屋の近所に住む老人という設定で登場。志村は最初の方で語ってはいなかったが、舞台「志村魂2」の宣伝で来店。最初の蟹の握りでは箸を掴まず、なぜかネタの前でアイーン、だっふんだ!など、自身のギャグを連発（さらにこの事で大将に注意されている間、取らなかった蟹の握りをつまみ食いした）。その上、箸を持って震えたり、店内でヒゲダンスをしたり、ネタを無視して持参のスイカを早食いするなどと悪ふざけを連発したため大将を怒らせてしまい、スリッパで叩かれた。
  - 志村はネタ切れとして最後のメロンでようやく真面目に挑戦したが、普通に失敗して回された。そのおかげでフラフラになり、最終的には店のセットを破壊してしまうという典型的なドリフオチで締めた。
  - ゲストで史上初の全敗だった（最後のメロン以外は自身の悪ふざけによる中断のため、回されていない）。レギュラー陣は初めて誰もミスをしなかった。
- 4月25日 カンノパトラ（菅野美穂）、 エジプト
  - 菅野の友人という設定で、友人（自身）が主演を務めるドラマ『わたしたちの教科書』の番宣で登場。
  - 事前に練習をしていたため、ちくわぶ以外は全部成功した。
  - ちくわぶでアキバチョフがミスをして回された際、カンノパトラに対して抱き着くなどの変態的な行動をとったために、大将やカジカラスに注意された。その後、セクハラ防止も兼ねた席替えで菅野を先頭に移動させたが、ちくわぶで彼女がミスをすると、今度はツカジョージまでもが抱きついてしまい、最後は一触即発状態で終わった。
- 6月13日 ちびまる子&お父さん(さくらヒロシ)（伊藤綺夏・三村マサカズ）、 日本
  - 『まるまるちびまる子ちゃん』の番宣で父娘そろって来店（まる子は、先述の「まるちゃん」とは別人）。まる子は「ガバショ」を知っているほどのはねトびファンだった。
  - まる子はイタチャイとカジカラスがミスした高級ピーナッツをトップバッターで挑戦するも、失敗。しかし、「子供の失敗の責任は親がとるべき」として父のヒロシが代わりに回された。
  - 最後はまる子役の伊藤が好物の『マグロの山掛け』が登場。しかし、アブチャンがミスをしてしまったため食べられなかったまる子を怒らせてしまい、他のメンバーからも集中非難されたアブチャンはまる子に何がほしいと聞き、物で機嫌をとろうしていた。
- 8月8日 アイブチャン（相武紗季）、 中国
  - 『牛に願いを Love&Farm』の番宣で登場。名前と衣装がカブっていたため、アブチャンからクレームをつけられた。回転SUSHI史上初めて、品物を回転させない物（流し素麺）が登場。失敗した場合は連帯責任で全員回らせるルールであり、結果は2回とも失敗したため全員が一斉に回された。またしてもアキバチョフがセクハラ行為をとろうとし、セクハラ防止のために席替えをした。
  - 最後のネタを失敗した後「全体的にゲストへのあたりが強かった」として番組を代表してアブチャンが番宣に協力することに。アブチャンがリアルすぎる牛のモノマネをする傍でアイブチャンによる番宣が行われた。
- 9月12日 ベッキー、イギリス[7]
  - 本人の希望でMr.ビーンのコスプレで何故かテディベアを持ち来店。あまりのインパクトの強さに所属事務所から本気のNGを出され（ベッキー曰く『あんなマネージャー初めて見た』とのこと）、カツラと上着を脱いで開始。しかし、ローストビーフ（ナイフとフォークを使って切ってから箸で食べる）では手掴みで食べる反則を行ったため、大将に叱られた。
  - この回より「箸遣いは十分に上達したため、さらなる上達を目指す」として倍速になるルールが初登場。初めての来店なのに倍速にさせられるベッキーはもちろん常連客からも不満が上がったものの、この回は全員成功した。
- 11月14日 優香 （2007年11月14日出演）、 日本
  - ドラマ『美味しんぼ』の番宣で登場。
  - この回は流しそうめんならぬ、流しつけめんが登場（ルールは流しそうめんと同じ）。優香が失敗の原因をツカジョージに「太った人がバクバク食べなきゃ」と責任をなすりつけ、ツカジョージが新キャラ「バクバク」として他のメンバーの皿まで食べる暴走を演じた。
- 11月28日 ワカヤンクン（井上和香）、 タイ
  - 露出度の高い民族衣装で登場。実家の料亭で一番好きな揚げサトイモのあんかけで失敗した挙句、アキバチョフに抱きつかれて止められた。その後、アキバチョフは最後のメニューの「おっぱいプリン」で食べる際にイヤらしい箸のつかみ方をした上に落として失敗。回す2人組からは回す前に頭を叩かれ、さらには乱雑な止め方をされた。その後「目先の笑いに走ってすみませんでした」と謝罪。
  - ワカヤンクンも美女のためいつも通りアブチャンの僻みが発生したが、明らかに様子が変だった。その理由を問い詰めた結果、「井上と親交があるが遊びの誘いを何度も断っていたこと」「井上と滝沢沙織から送られた誕生日プレゼントのネックレスを一度もつけていないこと」「収録日当日の誘いも断っており、その理由が『家でテレビ（洋画劇場で放送されるバイオハザード）を見るため』であったこと」が判明し、非難を受けた。

### 2008年
2008年以降のゲストは、全て本人名義で出演。
- 1月1日 井上真央・柳葉敏郎、 日本
  - 1月6日放送のスペシャルドラマ『あんみつ姫』の番宣で登場。
  - 当初は「あんみつ姫」と「あわの団子の守（お殿様）」というキャラクターで進行していたが、一皿目が終わった時点で限界を感じたため両者とも本人名義に変更した。
  - ネタでは最上級越前ガニの握りや皿自体がモーターで回転するお節料理などが流れた。その際井上が取り損ねた皿を、柳葉が箸を使って井上の方に押し戻そうとする反則を犯したため、柳葉はテレビの前の娘に謝罪した（回転させられたのは井上のみ）。
  - 正月特別企画として福袋（2つの福袋のうち1つに高級食材・もう1つには安価な食材が入っており、当然とり損ねたら回転）や「カラシアンルーレット」（7個のうち1個のウニの軍艦に激辛のカラシが入っている、それを誰が食べたのか大将が当てられなかったら100万円）が流れた。しかし、福袋ではカジカラスと井上以外ハズレ、柳葉は安価な食材としての豆を取り損ね回転させられ、カラシアンルーレットでは、激辛の軍艦が回った井上が、涙目になり話せなくなったためあえなく大将に当てられた。以前「オシャレ魔女 アブandチェンジ」で私腹を多数奪われたこともあり、井上は「はねトびに来ていい事がない」と発言した。
  - この回ではレギュラーメンバーのミスはなかった。
- 1月30日 釈由美子、 西暦4008年の日本
  - ドラマ『薔薇のない花屋』の番宣で登場。西暦4008年の未来からやって来たという設定で、入店時には『ドラえもんのうた』がBGMとして使われた。
  - 釈は、寒平目の握り（倍速）をポン酢を付けずに食して非難を浴びたが、4008年にはポン酢を使わないと言い訳をしていた（その後非難を浴び、最後は『安パイで』と白状した）。また、おでんが回った時には最後に卵を際どい箸遣いで取り、ビデオ判定の結果アウトとなった。
  - 今回から回す若い衆が外国人となり、回している間に一方が大声で罵るようになった。
- 3月5日 綾瀬はるか、 日本
  - 『鹿男あをによし』の番宣のために出演。鹿の被り物を被って登場。自己紹介の際に「鹿です」と発言し応対した。鹿の被り物を被っていた際は、耳が塞がってよく聞こえないと言っていたが、被り物を外しても大将のルール説明を上の空で聞いていなかったりする等の天然ぶりを見せ付ける。
  - この回は珍しく最後に寿司ネタであるバッテラが登場し、『左バッテラ』と題して左手で挑戦するルールが加えられた。綾瀬も自信満々に挑戦し、掴むことはできたものの口に入れられず失敗した。
- 4月2日 長澤まさみ・瑛太、 日本
  - 『ラスト・フレンズ』の番宣で出演。前回に続き左手で挑戦するルールが加えられた『左鯛しゃぶ』が登場。さらに、正月SPに続いて2択の福袋が登場したが、アキバチョフ以外は全員ハズレの方を引いてしまった。
- 5月7日 志田未来、 日本
  - ドラマ『鯨とメダカ』の番宣のため出演。ガチャピンの着ぐるみを着て登場。すぐにこの着ぐるみを脱いだが、着ていた着ぐるみは志田の隣に置かれた。
  - 志田は生物が食べられないため、最初のネタは志田のみシャリだけが流れた。2皿目は、番組オリジナルのカレーの軍艦が流れた。
  - この放送の3日後に15歳の誕生日となるため、誕生日パーティーと題して周りに15本の蝋燭が灯されたプチケーキがW回転で回った。しかしトップバッターだったツカジョージがいきなりミスをしてしまいメンバーに非難されるが、本人は「こんな危ないケーキ食えるか!」と逆ギレした。
- 6月4日 水川あさみ、 日本
  - 『ラスト・フレンズ』の番宣のために出演。役のキャビンアテンダントの衣装で登場。
- 6月18日 片瀬那奈、 日本
  - 舞台『フラガール』の宣伝で出演。フラダンスの格好で登場。
  - フラガールにちなんで皿がフラダンスするものが登場し（中身はマカダミアナッツ）、ツカジョージが失敗。その後、ネタをつかむ自信があった片瀬が先頭になり、実際にネタをつかむことができた。しかしこれに舞い上がってしまい、口に入れる寸前でネタを落として回され、最後にリアルな謝罪をした。
- 7月16日 北川景子、 日本
  - 『太陽と海の教室』の番宣のため出演。太陽の被り物で登場。その被り物がこのセットに掛けた際にキズ物になったことを気にしていた。
  - 塚地と飲みに行ったり演技の相談をするほど仲であることを話し、塚地がそのことを他のメンバーにそのことを話していなかったため、メンバーは塚地を責めた。
- 8月27日 加藤ローサ、 日本
  - 秋山も出演している映画『デトロイト・メタル・シティ』をPR。2人でクラウザーさんの面をつけて息の合ったサイレントコントを演じた。
  - 全員で1杯のかき氷を食べ切るチャレンジがあり（若干スピードを落とし、箸は先がスプーン状のストロー2本に変更）、失敗した1回目で大将の判定が厳しすぎると常連客が抗議し、2回目では全員がこぼした氷を手で砕いたり溶かそうとするなどしてごまかし続けてなんとか最後まで繋いだが、グダグダになったため終了後に全員が自己嫌悪に襲われていた。
- 11月5日 鈴木杏、 日本
  - ドラマ『Room Of King』の番宣で来店したが、他のトークが長引いてしまったためほとんど番宣が出来なかった。なお、トークが長引いた理由は同年7月16日放送分同様塚地が鈴木との交流を隠していたため。
- 11月26日 手越祐也（NEWS）・谷原章介、 日本　
  - 約8ヶ月ぶりの男性ゲスト来店。「しゃばけシリーズ第2弾 うそうそ」の番宣で、役の扮装で登場。アブチャンが過去に2人とドラマで共演したことをアピールするが冷たくあしらわれる。2人は冒頭の生サバの握り以外は順番が回らず、「"しゃばけ"（サバだけ）しか食べてない」と強引な番宣をした。
  - ツカジョージが熱々の焼きガキで2回連続失敗。同じ鍋から全員で具を1つずつ取るおでんが登場。2人が先頭に移動し九龍（球形のフルーツゼリー）では手越がミスしたのに2人ともつまみ食いしたため、大将に叱られた。
- 12月10日 南明奈・井森美幸、 日本
  - 「スターだらけの大運動会」で負傷し入院したツカジョージが欠席。
  - サンタクロースの衣装で登場。井森がアッキーナにちなんでミユッキーナ名義で出演（しかし、レギュラーメンバーからは不評）。
  - 井森の出身地・群馬県の食材で統一したすき焼きを全員で食べ切るチャレンジが登場したがアキバチョフが途中で具材を落としたため、連帯責任で全員が回された。
- 12月24日 マリエ・DAIGO、 日本
  - ツカジョージが負傷する約2週間前に収録されたため、今回は出演していた。
  - トラフグの握りではマリエがネタだけを取りDAIGOが残りのシャリを食べる珍妙な連携を見せた（反則のためゲームを中断したが、注意のみで罰ゲームは無し）。
  - クリスマスにちなみチョコレートファウンテンが登場。また過去2回の新春SPと同様にカラシアンルーレットを行い、カラシで作ったモンブランを食べたマリエが涙目になり大将に見破られた。
  - 若い衆がサンタクロースの衣装で登場。

### 2009年
- 1月14日 山田優、 日本
  - 新年最初の放送。晴れ着姿で連続ドラマ『メイちゃんの執事』の番宣で来店。
  - ちょうどM-1グランプリ放送後の収録だったこともあり、キングコングが8位だったことが終始いじられていた。
  - 正月にちなんで揚げ餅が電動の獅子舞の上に乗って登場。揚げ餅が皿からこぼれそうな勢いで獅子舞が左右に揺れる。1回目はイタチャイがすぐにミスしたが、2回目はラストの品としては珍しくパーフェクトを達成した。
- 2月25日 ローラ・チャン／アグネス・チャン、 中国
  - 本人役としては回転SUSHI初の外国人客。アグネスが生物が苦手なため、全品中華料理で挑戦となる。BGMも、中華風にアレンジされた。
  - 最初のフカヒレの姿煮は、ローラが禁じ手である差し箸をやったかやらなかったかの疑惑がかかり、アグネスの正直な指摘でミスとなった。
- 4月22日 堀北真希、 日本
  - ドラマ「アタシんちの男子」の番宣で来店。
  - 今回はミスが無く、誰も回される事なく終了した。
  - 応援団として、ドラマに出演した響の長友光弘が登場した。しかし、堀北の周りで必要以上に踊る、常連客から振られた「どうもすみませんでした」のタイミングを逃したりネタバレしてしまう、挙句の果てには堀北に先に謝られるなど終始空回りであった。
- 5月27日 加藤あい、 日本
  - 入院したツカジョージが半年ぶりに復帰。
  - ドラマ「魔女裁判」の番宣で来店。
  - しかし前回に引き続きドラマに全く関係の無い筈の響が登場。長友が、久々に復帰した塚地と「新旧デブ芸人対決」と称したギャグの対決を繰り広げ、笑いを誘った。
- 7月15日 上戸彩、 日本
  - ドラマ「絶対零度〜未解決事件特命捜査〜」の番宣で来店。
- 8月26日 北川景子／貫地谷しほり、 日本
  - ドラマ「ブザー・ビート〜崖っぷちのヒーロー〜」の番宣で来店。北川がドMであることを暴露され、レギュラーメンバーからもそれをネタにされる一幕があった。
- 10月28日 吉高由里子／東幹久、 日本
  - ドラマ「東京DOGS」の番宣で来店。東にちなんで、今回は黒い食材ばかりが出された（大将は終始『吉高さんが黒が好きだから』と主張）。東はトマトが苦手であり、黒トマト（ブラックチェリー）を一度口に入れたものの飲み込めずに出してしまったためアウトとなり、回された。また吉高もトマトが苦手であり、ミス判定にはならなかったもののブラックチェリーに至っては東の陰に隠れて吐き出しており、大将に叱られた。吉高はゴマも苦手であり、最終食材の黒ゴマプリンにも苦戦していた（今回は吐き出さず）。
  - 今回は明らかな難関食材が登場しなかったためか、取り損ねてのミスはなかった（回されたのも呑み込めなかった前述の東のみ）。

### 2010年
- 8月4日 サザエさん一家、 日本
  - ドラマ「サザエさん2」の宣伝で観月ありさをはじめとした磯野家の面々7人が登場。BGMも「サザエさん」の物が使用された。
  - マシンにより空中浮遊したミニトマトをつかむ「浮きトマト」が登場。ワカメはハンデとして、箸ではなくスプーンを使用。しかし、ワカメが挑戦中に参加していなかったマスオがマシンを手で押さえるという反則を行ったため、注意された。
  - 最後の流し素麺ならぬ流し饂飩では一家全員（タラちゃんはハンデとして、箸ではなくフォークを使用）で挑戦。一本も取り損ねがなかったためクリアと見られたが、波平が途中で大量の饂飩をレーンから落としていた事が大将の指摘で発覚し、クリアは撤回された。最後はアニメサザエさんの次回予告の内容部分をドラマにすり替えた予告をし、恒例のじゃんけんという形で予告した。
- 9月15日 海猿出演者陣、 日本
  - 映画『THE LAST MESSAGE 海猿』の宣伝で伊藤英明、加藤あい、佐藤隆太、加藤雅也、吹石一恵が登場。開始前の来店シーンで映画の設定に乗っ取った演技が行われたが、吹石がNGを連発したため、本人の希望で吹石は途中まで見学者として出演した（最後のチャレンジには挑戦したが失敗した）。